# Calamus rugosus
Calamus rugosus är en enhjärtbladig växtart som beskrevs av Odoardo Beccari. Calamus rugosus ingår i släktet Calamus och familjen Arecaceae. Inga underarter finns listade i Catalogue of Life.